# Hiukastenjärvi
Hiukastenjärvi är en sjö i kommunen Kuopio i landskapet Norra Savolax i Finland. Sjön ligger 100,5 meter över havet. Den är 4,62 meter djup. Arean är 62 hektar och strandlinjen är 6,52 kilometer lång. Sjön  ingår i Vuoksens huvudavrinningsområde.   Den ligger omkring 35 kilometer sydöst om Kuopio och omkring 330 kilometer nordöst om Helsingfors. 